# وارتبورک (تنسی)
وارتبورک (به انگلیسی: Wartburg) شهری در ایالت کشور ایالات متحده آمریکا است که جمعیت آن در سرشماری سال ۲۰۱۰ میلادی، ۹۱۸ نفر بوده‌است.